# Médéric Martin
Pour les articles homonymes, voir Martin.
Médéric Martin, né le 22 avril 1869 et mort le 12 juin 1946 à Montréal, est un homme politique québécois. Il a été, entre autres, maire de Montréal de 1914 à 1924 et de 1926 à 1928.

## Biographie
Il a grandi dans le quartier Sainte-Marie à Montréal. Son père était Salomon Martin et sa mère était Virginie Lafleur. Il s'est marié trois fois.
Propriétaire d'une usine de cigares, il est élu député libéral dans la circonscription fédérale montréalaise de Sainte-Marie lors d'une élection partielle en 1906, circonscription laissée vacante par Camille Piché qui accepta un poste comme chef de police de Montréal. Il sera réélu en 1908 et 1911.
Élu maire de Montréal en 1914, il a promis de mettre fin à l'alternance entre les maires francophones et anglophones de Montréal et de mener une enquête contre la corruption. Son style est marqué par le populisme. Il accorde des contrats aux petits entrepreneurs, mais se trouve mêlé à des scandales. Aussi, il appuie l'entrée du Canada dans la Première Guerre mondiale. 

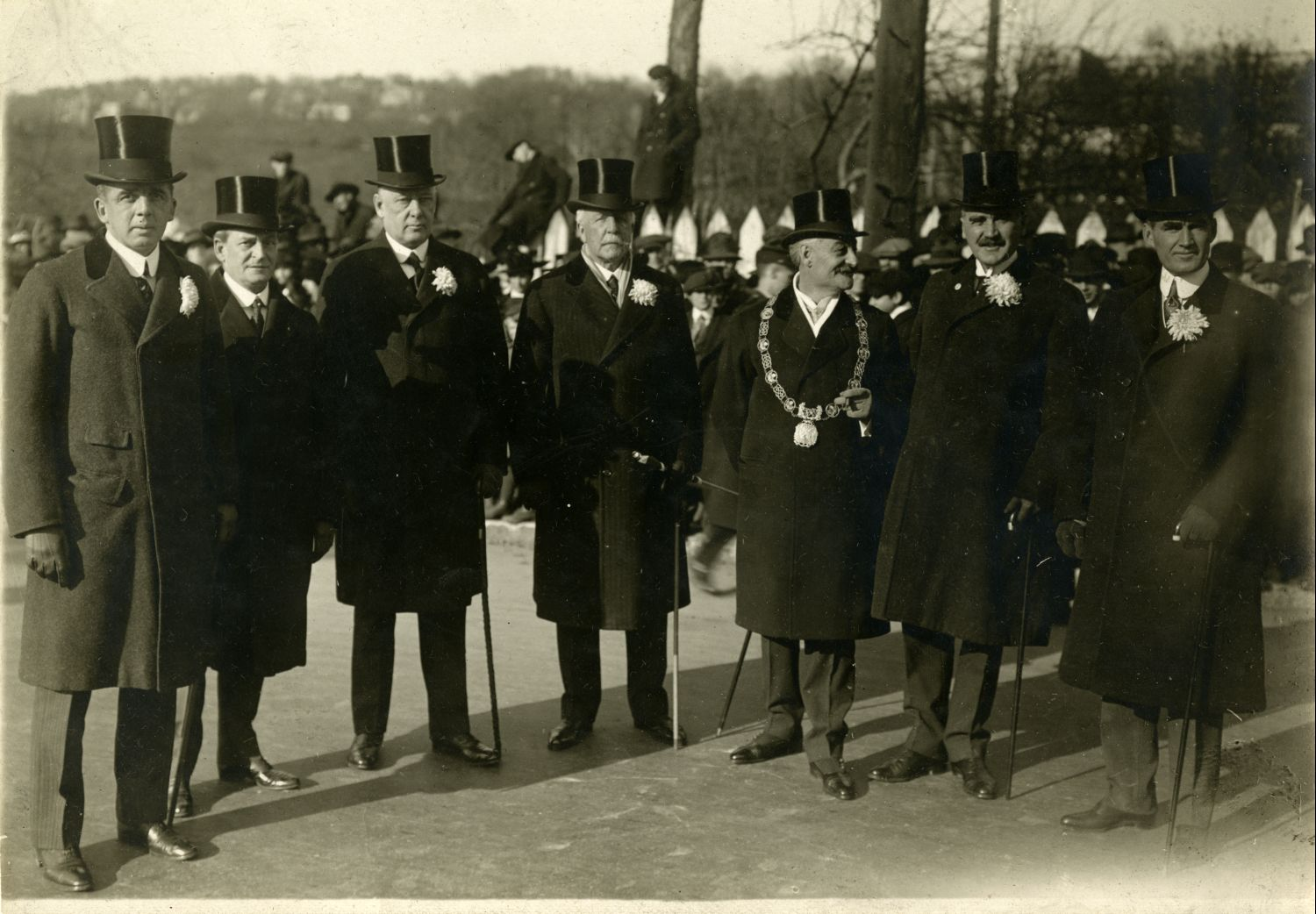
Médéric Martin lors d'une cérémonie d'emprunt de guerre, c. 1914-1918

Il est réélu maire en 1916 contre Duncan McDonald. Le journal La Presse s'était opposé à sa réélection. Une des raisons qui suscita son retour au pouvoir était sa dénonciation du gouvernement conservateur de Robert Laird Borden lors de la crise de la conscription. 
En 1919, Médéric Martin quitte la Chambre des communes car il est nommé au Conseil législatif pour le district d'Alma. L'hôtel de ville est brûlé dans un incendie du 3 au 4 mars 1922
Il est battu par Charles Duquette en 1924. Médéric Martin avait fait campagne avec la nouvelle radio de CKAC en janvier de la même année.
De retour à la mairie en 1926, il est finalement battu par Camillien Houde en 1928. Son dernier mandat a vu l'inauguration des Bains généraux de Montréal en 1927. Il est le premier maire de Montréal à avoir été en fonctions pendant de nombreuses années. Martin demeure dans le Conseil législatif jusqu'à sa mort en 1946 à Pont-Viau.
Il est inhumé dans le cimetière Notre-Dame-des-Neiges.

## Citation
- « Si le pays et l'Empire ont besoin de vous, il y va de votre devoir de vous battre » (en 1914)

## Honneurs

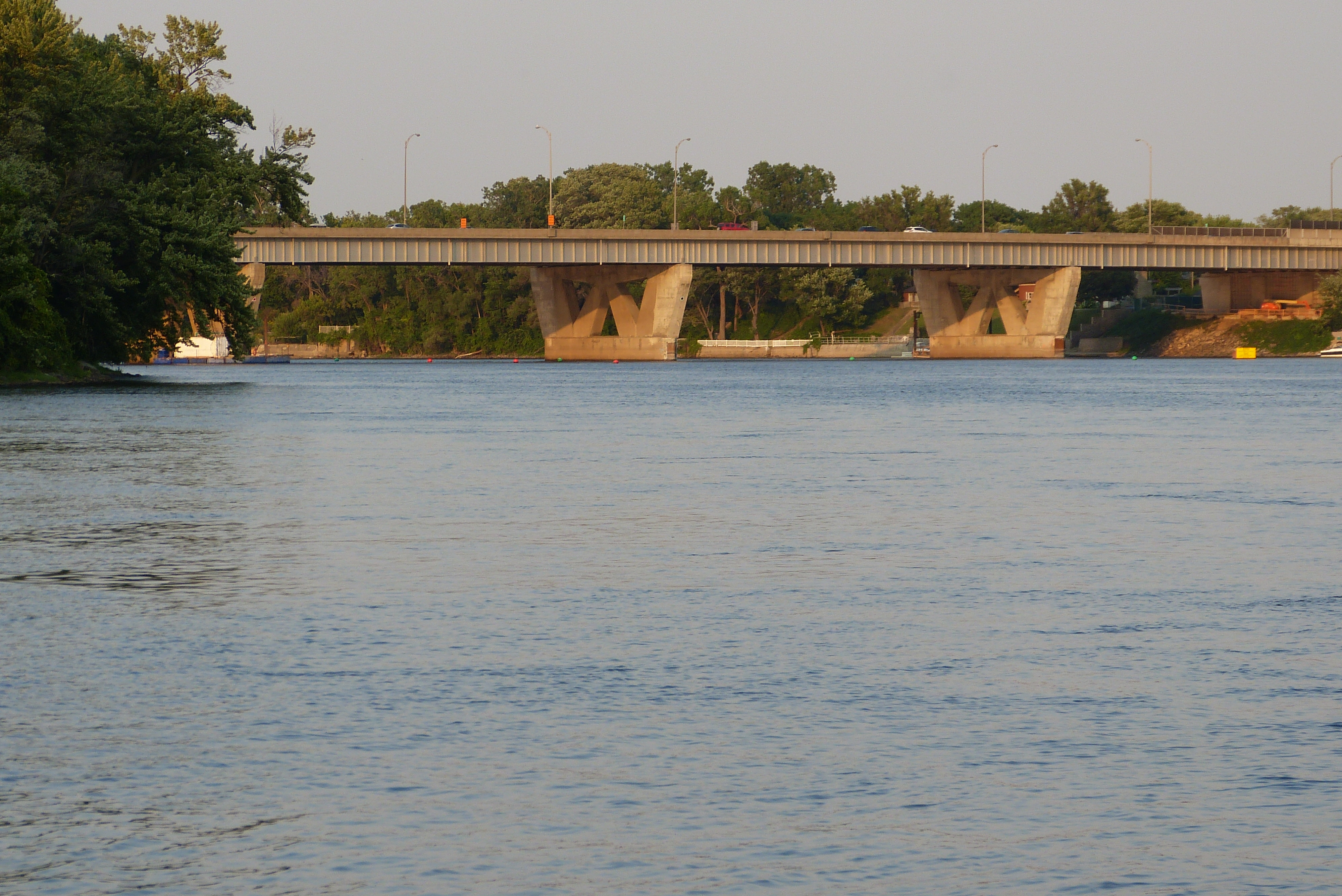
Le pont Médéric-Martin, reliant l'autoroute 15 entre Laval et Montréal.

- Le Pont Médéric-Martin est nommé en son honneur.
- Le Parc Médéric-Martin lui est également dédié dans l'arrondissement de Ville-Marie.